# Deletionpedia

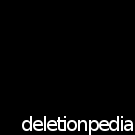
Logo Deletionpedii

Deletionpedia – serwis internetowy gromadzący artykuły usuwane z anglojęzycznej wersji Wikipedii. W serwisie dostępne są strony usunięte z Wikipedii zarówno przez tak zwane ekspresowe kasowanie, jak i w wyniku dyskusji z powodu niespełniania wymogów encyklopedyczności (w 2009 roku było to ponad 63 tysiące artykułów).
W serwisie nie ma stron usuniętych z powodu złamania praw autorskich ani takich, na których doszło do zniesławienia.
W roku 2008 planowane było również uruchomienie niemieckojęzycznej wersji językowej serwisu, jednak ostatecznie powstały niezależne organizacyjnie od tego serwisu, oparte na oprogramowaniu MediaWiki, portale Pluspedia i Marjorie-Wiki, gromadzące artykuły usuwane z niemieckojęzycznej Wikipedii.